# Capnella
Capnella is een geslacht van neteldieren uit de klasse van de Anthozoa (bloemdieren).

## Soorten
- Capnella arbuscula Verseveldt, 1977
- Capnella australiensis (Thorpe, 1928)
- Capnella bouilloni Verseveldt, 1976
- Capnella erecta Verseveldt, 1977
- Capnella fructosa
- Capnella fungiformis Kükenthal, 1903
- Capnella gaboensis Verseveldt, 1977
- Capnella garetti Verseveldt, 1977
- Capnella glomerata (Verrill, 1869)
- Capnella imbricata (Quoy & Gaimard, 1833)
- Capnella johnstonei Verseveldt, 1977
- Capnella lacertiliensis Macfadyen
- Capnella parva Light, 1913
- Capnella portlandensis Verseveldt, 1977
- Capnella ramosa Light, 1913
- Capnella sabangensis Roxas, 1933
- Capnella shepherdi Verseveldt, 1977
- Capnella spicata (May)
- Capnella susanae Williams, 1988
- Capnella thyrsoidea (Verrill, 1869)
- Capnella watsonae Verseveldt, 1977